# Rock with You
«Rock with You» es una canción interpretada por el cantante estadounidense Michael Jackson, publicado a finales de 1979. Fue escrito por Rod Temperton y producido por Quincy Jones.

## Desarrollo
Se le ofreció por primera vez a Karen Carpenter mientras estaba trabajando en su primer álbum en solitario, pero ella lo rechazó. Fue lanzado el 3 de noviembre de 1979 por Epic Records como el segundo sencillo del quinto álbum de estudio en solitario de Jackson, Off the Wall (1979). También fue el tercer hit número uno de la década de 1980, una década cuya lista de sencillos pop pronto estaría dominada por Jackson.
Alcanzó la primera posición en las listas Billboard Hot 100 y Hot R&B/Hip-Hop Songs en los Estados Unidos, y pasó cuatro semanas consecutivas encabezando dichas listas. De acuerdo a Billboard, la canción fue el cuarto sencillo más exitoso de 1980. Es considerada una de las últimas grandes canciones de la era de la música disco. El 27 de febrero de 2006, "Rock with You" fue relanzado como sencillo, incluyéndolo en el DVD de Visionary: The Video Singles. Alcanzó el puesto número 15 en el UK Singles Chart en marzo de 2006.
«Rock with You» fue lanzado como segundo sencillo del quinto álbum de Michael Jackson. La canción, escrita por el compositor Rod Temperton (miembro de la banda Heatwave), fue uno de los primeros sencillos que alcanzaron el primer puesto en el ranking de la revista Billboard en la década de 1980, además de ser uno de los últimos éxitos de la era de música disco. El video de la canción muestra a Jackson, sonriente, vestido con un traje brillante, con un fondo de luces estroboscópicas de colores. La canción alcanzó el primer puesto tanto en los rankings de música pop como en el de R&B, convirtiéndose en una de las canciones más populares de Jackson.

## Composición
Rock with You "es una canción de R&B y pop, que fue escrita en la clave de Mi ♭ menor. El compás es 4/4 a 114 bpm. El rango vocal de Jackson es F3 a G5.

## Recepción de la crítica
La canción recibió críticas generalmente positivas de los críticos musicales. J. Edward Keyes de Rolling Stone dijo: "Lo que es notable de 'Rock With You' es lo discreto que es: una sección de cuerdas sedosa y apenas un movimiento de guitarra - Michael ni siquiera golpea la palabra 'Rock' con tanta fuerza - simplemente se desliza sobre ella, prefiriendo encantar con un guiño y una sonrisa en lugar de con agresión o ferocidad ". Steven Hyden la llamó su "canción favorita", y señaló la línea" Girrrrrrl, cuando bailas, hay una magia eso debe ser amor "como siendo" el momento más puramente alegre que [Hyden] haya escuchado en una canción pop". AllMusic destacó la canción en el álbum. Robert Christgau lo llamó una "balada suave". Ocupa el puesto N° 354 de la lista de "Las 500 mejores canciones de todos los tiempos" según Rolling Stone, actualizada en 2021.

## Video musical
Se lanzó un video musical para la canción, usando la versión más corta. Presenta a Michael con un traje de lentejuelas brillantes cantando la canción con un láser brillante detrás de él. El video fue dirigido por Bruce Gowers y filmado en 1979 en el 800 Stage de Los Ángeles, California.
El video musical se incluyó en los álbumes de video: Video Greatest Hits - HIStory, Number Ones y Michael Jackson's Vision.

## Presentaciones en vivo
Michael interpretó por primera vez la canción en el Destiny World Tour de The Jackson en la segunda etapa. Interpretó la canción en el Triumph Tour y Victory Tour de The Jackson. Interpretó la canción en su gira en solitario Bad World Tour. También interpretó la canción durante el HIStory World Tour, como parte del medley de Off the Wall (también con Off the Wall y Don't Stop Til 'You Get Enough) en ciertos conciertos. "Rock with You" se ensayó para el Dangerous World Tour, pero no se realizó. Jackson también lo habría interpretado para la serie de conciertos This Is It, pero los shows fueron cancelados debido a su repentina muerte.

## Mezclas
- Versión LP original - 3:39: Esta versión "clásica" solo se lanzó en las tiradas iniciales del disco LP y el casete, así como en ciertas ediciones de CD fabricadas en Japón, hasta e incluyendo una versión para el mercado japonés lanzada en 1991. Fue reemplazada por la versión completa del 7 "remix en ediciones posteriores de LP y todas las demás ediciones de CD. La versión original fue posteriormente remasterizada y lanzada en la edición de lujo de King of Pop "French Fans 'Selection".
- Edición de vídeo de remezcla de 7" - 3:23: El "remix" se usó para el sencillo y para subrayar el video. El remix vuelve a ajustar la guitarra y agrega más cuerdas, trompas y palmadas en el coro. Se hizo una edición en el puente musical medio agregando chasquidos y acortándolo de dos partes a solo una.
- Versión de 7" - 3:39: Es lo mismo que el remix de 7", pero con el puente musical intacto. Esta versión aparece en ediciones posteriores del álbum.
- Versión extendida - 4:57: Disponible sólo en la promoción japonesa de 12", "Rock with You/Robin Hood". Esta última canción fue grabada por Fox and the Promes.
- Masters at Work Remix - 5:29
- Mezcla de club favorita de Frankie - 7:49
- Mezcla de radio de Frankie Knuckles - 3:50: Los remixes de Masters at Work Remix y Frankie Knuckles contienen voces y improvisaciones nunca antes escuchadas que no se escucharon en la versión original del álbum. Esto se debe a que a los remezcladores se les dio acceso a las cintas maestras de la canción para producir su remezcla. Las cintas maestras contenían voces y cortes adicionales que no llegaron a la versión original del álbum.
- Freemasons Bootleg Remix - 5:44
- 2012 Reeno 12" Remix - 7:16: Remix hecho a partir de los máster originales de 48 pistas. Las secciones de intro y outro se ampliaron enormemente, y se agregó un descanso intermedio que tenía voces de fondo aisladas. Esta mezcla también contiene algunas partes de cuerda no utilizadas anteriormente.
- En vivo 1981 (3:55): La versión en vivo, extraída del álbum de 1981 The Jacksons Live!, se incluyó en el sencillo británico "Wanna Be Startin 'Somethin'" en 1983.
- En vivo 1988 (4:05): La versión en vivo, incluida en la edición de lujo de Bad 25 y en el DVD Live at Wembley el 16 de julio de 1988, fue grabada durante uno de los shows en el estadio de Wembley durante el Bad World Tour.

## Covers
La canción fue posteriormente grabada como cover por el cantante Brandy en 1997, y fue incluida en al álbum Q's Jook Joint, producido por Quincy Jones. También hizo una versión de la misma Ashanti en 2005 como remix de su sencillo "Rock With Me (Aww Baby)", la cual interpretó en la entrega de los premios BET. En 2008, la hermana de Michael, Janet, lanzó una canción de título similar, «Rock With U», en su álbum Discipline, pero se trata de otra composición sin relación alguna con la de Rod Temperton. En 2012 la cantante brasileña Fabiana Passoni hizo una versión de la canción en ritmo de bossa nova jazz fusión.

## Versiones
- Original LP Version (3:40)
- Álbum Version #2 (3:40)
- Single Version (3:23)
- Extended Version (4:25)
- Demo (?:??) (Cancelado)
- Live In Triumph Tour 1981 (3:54)
- Masters At Work Remix (5:29)
- Frankie's Favorite Club Mix (7:37)
- Frankie Knuckles Radio Mix (3:48)
- Frankie's Favorite Club Mix Radio Edit (3:18)
- Classic Radio Edit (?:??) (Cancelado)

## Lista de canciones

### Lanzamiento original

#### Sencillos en el Reino Unido
1. «Rock with You» - 3:40
2. «Get on the Floor» - 4:57

#### Sencillos en EE.UU.
1. «Rock with You» - 3:40
2. «Working Day and Night» - 5:04

### Sencillo deVisionary
CD
1. «Rock with You» (7" edit) - 3:23
2. «Rock with You» (Remix de Masters at Work) - 5:33[17]

DVD
1. «Rock with You» (video)

## Posicionamiento en listas

### Listas semanales
| Lista (1980)                                           | Posición |
| ------------------------------------------------------ | -------- |
| Alemania (Official German Charts)                      | 58       |
| Australia (Kent Music Report)                          | 4        |
| Canadá (RPM Top Singles)                               | 3        |
| Estados Unidos (Billboard Hot 100)                     | 1        |
| Estados Unidos (Adult Contemporary)                    | 21       |
| Estados Unidos (Hot R&B/Hip-Hop Songs)                 | 1        |
| Estados Unidos (Cash Box Top 100)                      | 1        |
| Estados Unidos (Radio & Records CHR/Pop Airplay Chart) | 2        |
| Irlanda (IRMA)                                         | 11       |
| Nueva Zelanda (Recorded Music NZ)                      | 3        |
| Reino Unido (UK Singles Chary)                         | 7        |

| Lista (2006)                  | Posición |
| ----------------------------- | -------- |
| España (PROMUSICAE)           | 1        |
| Francia (SNEP)                | 59       |
| Irlanda (IRMA)                | 19       |
| Italia (FIMI)                 | 9        |
| Países Bajos (Single Top 100) | 22       |
| Reino Unido (OCC)             | 15       |

| Lista (2008)        | Posición |
| ------------------- | -------- |
| España (PROMUSICAE) | 4        |

| Lista (2009)                                  | Posición |
| --------------------------------------------- | -------- |
| Alemania (Official German Charts)             | 98       |
| Australia (ARIA)                              | 36       |
| Estados Unidos (Billboard Digital Song Sales) | 17       |
| Francia (SNEP)                                | 90       |
| Japón (Japan Hot 100)                         | 59       |
| Países Bajos (Single Top 100)                 | 25       |
| Reino Unido (OCC)                             | 54       |
| Suiza (Schweizer Hitparade)                   | 68       |

### Listas de fin de año
| Chart (1980)                       | Posición |
| ---------------------------------- | -------- |
| Australia (Kent Music Report)      | 39       |
| Canadá (RPM Top Singles)           | 17       |
| Estados Unidos (Billboard Hot 100) | 4        |
| Estados Unidos (Cash Box Top 100)  | 8        |
| Nueva Zelanda (Recorded Music NZ)  | 49       |

### Listas de todos los tiempos
| Lista                              | Posición |
| ---------------------------------- | -------- |
| Estados Unidos (Billboard Hot 100) | 295      |

## Certificaciones
| Región                | Certificación | Unidades/ventas certificadas |
| --------------------- | ------------- | ---------------------------- |
| Estados Unidos (RIAA) | 2x Platinum   | 2,000,000                    |
| Reino Unido (BPI)     | Oro           | 399.000                      |

## Créditos
- Escrito y compuesto por Rod Temperton
- Producida por Quincy Jones
- Grabado y mezclado por Bruce Swedien
- Michael Jackson - voz principal y coros
- Bobby Watson - bajo
- John Robinson - batería
- David Williams, Marlo Henderson - guitarra eléctrica
- Greg Phillinganes, Michael Boddicker - sintetizadores
- David "Hawk" Wolinski - Fender Rhodes
- Cuernos arreglados por Jerry Hey e interpretados por The Seawind Horns
- Jerry Hey - trompeta y fliscorno
- Larry Williams - tenor, saxofones altos y flauta
- Kim Hutchcroft - barítono, saxofón tenor y flauta
- William Reichenbach - trombón
- Gary Grant - trompeta
- Arreglos rítmicos y vocales de Rod Temperton
- Arreglo de cuerdas de Ben Wright
- Maestro de conciertos - Gerald Vinci